# Astronauta stellans
Astronauta stellans is een vlinder uit de familie bladrollers (Tortricidae). De wetenschappelijke naam is voor het eerst geldig gepubliceerd in 1922 door Meyrick.
De soort komt voor in tropisch Afrika.